# Opération Béton
Pour plus de détails, voir Fiche technique et Distribution.
Opération Béton est un court-métrage documentaire suisse réalisé par Jean-Luc Godard, en 1954.

## Synopsis
Film documentaire sur la construction du Barrage de la Grande-Dixence, et tout particulièrement la phase « Béton » (production, acheminement, coulage, etc.)

## Production
Jean-Luc Godard réalise ce documentaire à la fin du printemps 1954 alors qu'il travaille comme manœuvre, puis téléphoniste, sur le chantier du barrage de la Grande-Dixence. Il est aidé par un ingénieur, Jean-Pierre Laubscher, qui ne sera pourtant pas mentionné au générique. Le film sortira en salles en France en accompagnement du film de Vincente Minnelli, Thé et sympathie, en 1958.

## Fiche technique
- Titre : Opération Béton
- Réalisation : Jean-Luc Godard
- Texte : Jean-Pierre Laubscher, Jean-Luc Godard[2]
- Photographie : Adrien Porchet
- Montage : Jean-Luc Godard
- Production : Actua Films
- Pays d'origine : Suisse
- Format : Noir et blanc
- Genre : Documentaire
- Durée : 16 minutes
- Date de sortie : 2 juillet 1958

## Distribution
- Jean-Luc Godard : narrateur